# 下标
下标，也叫下角标、脚标，是出现在一列正常字体下边的数字、字母或其他標誌，特别是用于公式、数学表达式或化学复合物的描述，例如水的分子式“H2O”中的数字“2”。
在印刷上，下标设置成低于基线，字型小于其他文字。比如，要正确的排出“H2O”，“2”必须设成“H”和“O”大小的 2/3 左右。这在许多文字编辑和文字处理软件中可自动完成（例如Microsoft Word）。

## 軟體設定
- 在 Microsoft Word，可以「CTRL + =」指令使用下標文字，或是點選「字型」設定
- 在 HTML 和 wikitext，可將下标文字放在<sub>与 </sub>標籤的中间
- Unicode 定义了一些常用的下标，如₀₁₂₃₄₅₆₇₈₉₊₋₌₍₎ （U+2080–U+209F）
- TeX 的数学模式中（在MediaWiki使用），下标用下划线 _ 设置： $X_{ab}$ 生成 {\displaystyle X_{ab}}